# But Here We Are
But Here We Are é o décimo primeiro álbum de estúdio da banda estadunidense de rock, Foo Fighters, cujo lançamento ocorreu no dia 2 de junho de 2023. Produzido por Greg Kurstin e pela própria banda, é o primeiro álbum de estúdio desde o falecimento repentino de seu baterista de longa data, Taylor Hawkins, em março de 2022. O vocalista Dave Grohl tocou e gravou todas as faixas de bateria do álbum na ausência de Hawkins. Quatro singles, "Rescued", "Under You", "Show Me How" e "The Teacher" foram lançados antes do álbum, Josh Freese fora anunciado como substituto de Hawkins após a turnê de lançamento do álbum.

## Antecedentes
Já em meados de 2021, Dave Grohl planejava um álbum seguinte para Medicine at Midnight (2021). Ele notou que cada álbum que a banda grava é uma resposta ao anterior, e em resposta ao anterior, ele estava pensando em escrever "um álbum insano de rock progressivo" Grohl nem havia começado a escrever o referido material, já que a banda ainda estava focada na turnê de divulgação de Medicine to Midnight. Apesar disso, todos os planos foram cancelados abruptamente após o baterista de longa data, Taylor Hawkins, falecer inesperadamente em março de 2022. A banda cancelou tudo planejado ao resto do ano, um destes shows, seria no Lollapalooza em São Paulo em 2022, após isto, eles ficaram em silêncio, deixando seu futuro incerto. Em dezembro de 2022, foi divulgado um comunicado confirmando que o Foo Fighters continuaria, mas que "seriam uma banda diferente daqui para frente".
Rumores de um novo álbum surgiram em fevereiro de 2023, quando o radialista Chris Moyles na Radio X do Reino Unido mencionou casualmente um novo álbum a ser lançado em março. Moyles mais tarde se desculparia por falar fora de hora sobre o assunto, mas se recusou a esclarecer seus comentários. O álbum foi posteriormente anunciado oficialmente em 19 de abril de 2023, junto ao seu título oficial, But Here We Are. Na época do anúncio do álbum, um substituto para Hawkins ainda não havia sido divulgado publicamente. Mais tarde, foi divulgado que Grohl tocou a bateria no álbum, seu primeiro crédito como baterista em um álbum de estúdio do Foo Fighters desde 2005.

## Gravação e temáticas
O álbum é a terceira colaboração com o produtor Greg Kurstin, após Medicine at Midnight (2021) e Concrete and Gold (2017). A banda descreveu o som do álbum como "canalizando sonoramente a ingenuidade do álbum de estreia homônimo do Foo Fighters lançado em 2005, acrescido de décadas de maturidade e profundidade" enquanto explora liricamente "uma resposta brutalmente honesta e emocionalmente crua a tudo que o Foo Fighters suportou recentemente [...]." O álbum também foi descrito como "o primeiro capítulo da nova vida da banda". "Under You" lançado como o segundo single do álbum, foi descrito como punk melódico.

## Lançamento e promoção
O álbum está programado para ser lançado em 2 de junho de 2023. O primeiro single, "Rescued", foi lançado simultaneamente ao anúncio do álbum em 19 de abril. Uma segunda canção, "Under You", fora lançada antes do álbum em 17 de maio. Mais de 25 shows ao vivo em apoio ao álbum foram anunciados na América do Norte e Europa, além de dois no Brasil, em Curitiba e na estreia do festival The Town em São Paulo. Em 21 de maio, Josh Freese foi anunciado como o novo baterista da banda. Freese fez sua estreia em um show ao vivo em 24 de maio, onde a banda estreou mais duas canções, "Nothing at All" e a faixa-título do álbum. Outra música, "Show Me How", foi lançada em 25 de maio e apresenta Dave Grohl harmonizando com sua filha Violet.

## Lista de faixas
| But Here We Are |                   |         |  |
| N.º             | Título            | Duração |  |
| 1.              | "Rescued"         | 4:18    |  |
| 2.              | "Under You"       | 3:39    |  |
| 3.              | "Hearing Voices"  | 3:48    |  |
| 4.              | "But Here We Are" | 4:43    |  |
| 5.              | "The Glass"       | 3:49    |  |
| 6.              | "Nothing at All"  | 3:27    |  |
| 7.              | "Show Me How"     | 4:53    |  |
| 8.              | "Beyond Me"       | 3:54    |  |
| 9.              | "The Teacher"     | 10:04   |  |
| 10.             | "Rest"            | 5:33    |  |
| Duração total:  | Duração total:    | 48:08   |  |

## Equipe e colaboradores
Foo Fighters
- Dave Grohl – vocal principal, guitarra, bateria
- Rami Jaffee – teclado
- Nate Mendel – baixo
- Chris Shiflett – guitarra, vocal de apoio
- Pat Smear – guitarra

Músicos adicionais
- Violet Grohl – vocais de apoio

Pessoal adicional
- Greg Kurstin – produção
- Mark "Spike" Stent – mixagem
- Randy Merrill – masterização
- Morning Breath, Inc. – direção de arte, design

## Certificações
| Região                                                        | Certificação | Unidades/Vendas certificadas |
| ------------------------------------------------------------- | ------------ | ---------------------------- |
| Reino Unido (BPI)                                             | Prata        | 60.000‡                      |
| ‡números de vendas+streaming baseados apenas na certificação. |              |                              |